# ミラー湖 (カリフォルニア州)
ミラー湖 (英語: Mirror Lake) は、ヨセミテ国立公園のテナヤ・クリークにある季節限定の湖である。テナヤ渓谷は、ノースドームとハーフドームの間に位置し、氷河期の終わりにヨセミテ渓谷の多くを占めており、堆積物が沈殿して姿を消した、大きな氷河湖の最後の残りである。
ミラー湖
- 1864年（チャールズ・リエンダー・ウィードによる）
- 2011年2月